# Tmeticodes
Tmeticodes Ono, 2010 è un genere di ragni appartenente alla famiglia Linyphiidae.

## Distribuzione
L'unica specie oggi attribuita a questo genere è stata rinvenuta in Giappone, nell'isola di Mikurajima.

## Tassonomia
La variante Tmeticoides riportata dall'aracnologo Tanasevitch è da ritenersi un refuso.
A giugno 2012, si compone di una specie:
- Tmeticodes gibbifer Ono, 2010[3] — Giappone